# Nyssa javanica
Nyssa javanica är en kornellväxtart som först beskrevs av Carl Ludwig von Blume, och fick sitt nu gällande namn av Wangerin. Nyssa javanica ingår i släktet Nyssa och familjen kornellväxter. Inga underarter finns listade i Catalogue of Life.